# Флорес-де-Авіла
Флорес-де-Авіла (ісп. Flores de Ávila) — муніципалітет в Іспанії, у складі автономної спільноти Кастилія-і-Леон, у провінції Авіла. Населення — 362 особи (2010).
Муніципалітет розташований на відстані близько 130 км на північний захід від Мадрида, 42 км на північний захід від Авіли.
На території муніципалітету розташовані такі населені пункти: (дані про населення за 2010 рік)
- Ель-Ахо: 60 осіб
- Флорес-де-Авіла: 302 особи

## Демографія
Динаміка населення (INE ):

## Галерея зображень

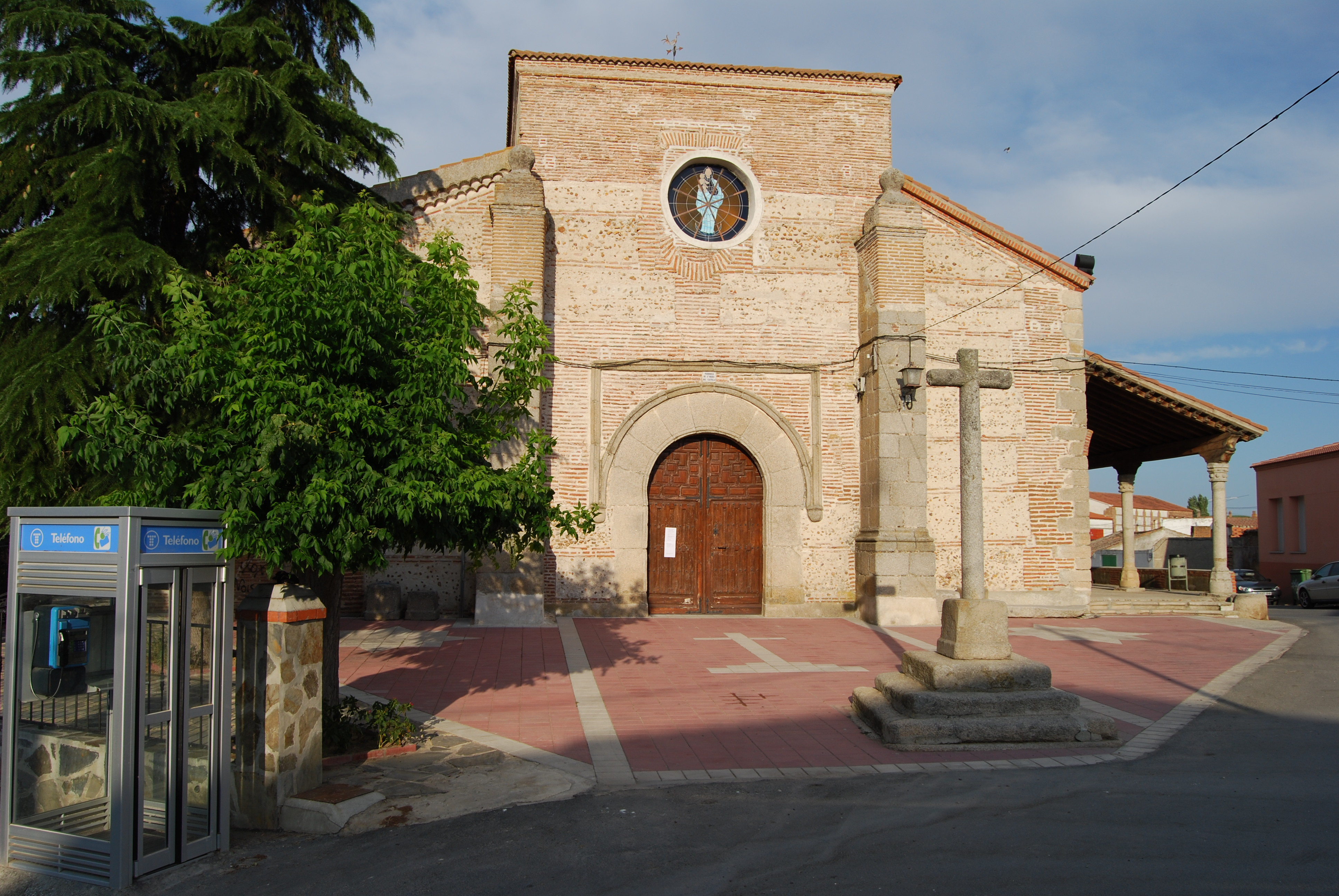
Церква Санта-Марія-дель-Кастільйо